# رالف میلیبند

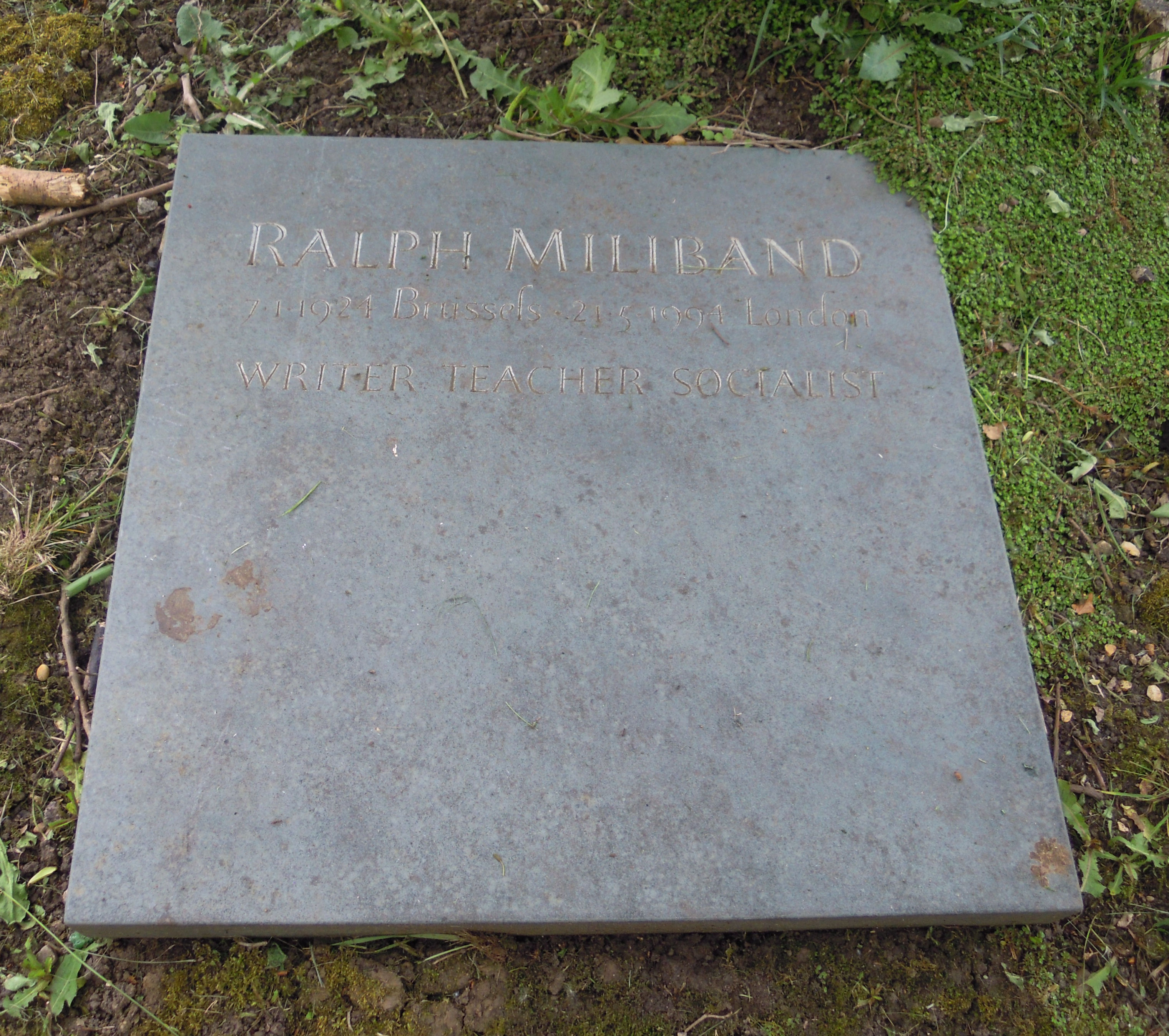
سنگ‌مزار رالف میلیبند، نویسندهٔ مارکسیست - ۲۰۱۵

رالف میلیبند (به انگلیسی: Ralph Miliband) یا آدولف میلیبند (به انگلیسی: Adolphe Miliband)، جامعه‌شناس لهستانی-بریتانیایی بود که به عنوان یکی از مؤلفان برجستهٔ مارکسیست شناخته شده‌بود. او به عنوان «یکی از شناخته‌شده‌ترین مارکسیست‌های آکادمیک در نسل خودش» توصیف شده‌بود و با افرادی مانند ادوارد پالمر تامپسون، اریک هابسبام و پری اندرسون مقایسه می‌شد.
میلیبند در بلژیک در یک خانوادهٔ کارگری مهاجر از یهودیان لهستانی به دنیا آمد. او در سال ۱۹۴۰ به همراه پدرش به بریتانیا رفت تا در تهاجم آلمان نازی به بلژیک مورد آزار و اذیت قرار نگیرد. او با آموختن زبان انگلیسی و ثبت نام در مدرسه اقتصاد لندن وارد فعالیت‌های سیاسی چپگرایانه شد و بر سر مزار کارل مارکس در راه سوسیالیسم سوگندی شخصی خورد. پس از خدمت در نیروی دریایی پادشاهی در جنگ جهانی دوم، میلیبند در سال ۱۹۴۶ در لندن اقامت گزیده و به عنوان شهروند بریتانیا در سال ۱۹۴۸ تابعیت این کشور را پذیرفت.
در خلال سال‌های دههٔ ۱۹۶۰ میلادی، میلیبند چهرهٔ برجسته‌ای در جنبش چپ نو در بریتانیا بود که نسبت به تأسیس دولت در اتحاد شوروی و اروپای مرکزی (بلوک شرق) موضع انتقادی داشت. او چندین کتاب در رابطه با نظریهٔ مارکسیستی و انتقاد از سرمایه‌داری نوشت که کتاب‌های «سوسیالیسم پارلمانی» (۱۹۶۱)، «دولت در جامعهٔ سرمایه‌داری» (۱۹۶۹) و «مارکسیسم و سیاست» (۱۹۷۷) از آن جمله است.
هر دو پسر رالف میلیبند به نام‌های دیوید و اد میلیبند پس از مرگ پدرشان به عنوان عضو ارشد حزب کارگر به فعالیت پرداختند. دیوید به عنوان وزیر مشاور در امور خارجه و مشترک‌المنافع دولت بریتانیا، و اد به عنوان وزیر مشاور در انرژی و تغییرات اقلیمی انتخاب شدند. اد همچنین بعداً بین سال‌های ۲۰۱۰ تا ۲۰۱۵ به رهبری حزب کارگر بریتانیا رسید.